# Sportåret 1776

## Händelser

### Boxning
- 10 oktober – Harry Sellers besegrar Peter Corcoran i Staines och gör anspråk på den engelska mästerskapstiteln i tungvikt. Matchen varar i 28 minuter över 32 ronder eller 32 minuter över 18 ronder.[1]

### Cricket
- Okänt datum – Hampshire CCC, även känd som Hambledon Club, vinner County Championship (en inofficiell titel fram till 1890, då de första officiella mästarna koras).

### Hästsport
- 24 september – St Leger Stakes, det äldsta av de fem stora årgångsloppen i Storbritannien, löps i Doncaster för första gången.[2]

## Födda

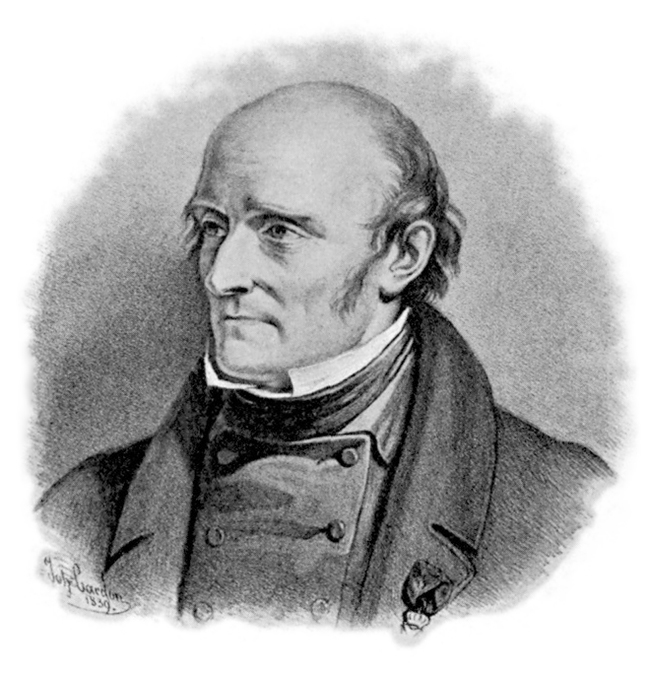
Pehr Henrik Ling.

- 15 november – Pehr Henrik Ling, svensk gymnastikledare[3]